# Olga Engl
Olga Engl (Praga, 30 de maio de 1871 – Berlim, 21 de setembro de 1946) foi uma atriz de teatro e cinema austríaca, que atuou em mais de 200 filmes mudos durante sua carreira na indústria cinematográfica.

## Filmografia selecionada
- 1911: Das Adoptivkind
- 1913: Das Auge des Buddha
- 1913: Aus eines Mannes Mädchenzeit
- 1913: Richard Wagner
- 1914: Der Mann im Keller
- 1934: Die englische Heirat
- 1936: Stadt Anatol
- 1938: Der Blaufuchs
- 1939: Bel Ami
- 1942: Die große Liebe
- 1942: Dr. Crippen an Bord